# Africa Open 2013
Editie 2013 van het Africa Open golftoernooi werd gespeeld van 14-17 februari op de East London Golf Club in het Zuid-Afrikaanse Oos-Londen. Titelverdediger Louis Oosthuizen speelde niet mee. Het prijzengeld is slechts € 1.000.000, dat is laag vergeleken met andere toernooien, vandaar dat er weinig hooggeplaatste spelers zijn, en de hele categorie 11b (top-28 van de Tourschool) kan meedoen.

## Verslag
De par van de baan is 72. Er doen 156 spelers mee.

### Ronde 1
Het waaide zo hard op de East London GC dat de bal op sommige greens niet stil bleef liggen. Referee John Paramor besloot om 11:28 uur lokale tijd het spelen te stoppen. Jaco van Zyl had toen 14 holes gespeeld en stond met -4 aan de leiding samen met John Parry, die in zijn rookieseizoen al een toernooi won, een jaar later zijn spelerskaart verloor en vervolgens de Tourschool 2012 won. Joost Luiten moest ook in deze harde wind spelen, hij stond -2 na 12 holes maar verloor daarna 5 slagen in drie holes voordat hij de baan af mocht. Robert-Jan Derksen speelde in de middagronde. Na zijn 14de hole moest het spelen gestopt worden wegens de duisternis. Vrijdag moeten eerst 72 spelers hun ronde afmaken.

### Ronde 2
Voordat ronde 2 kon starten moest ronde 1 afgemaakt worden. Da Silva maakte nog drie birdies en een eagle en kwam aan de leiding. Derksen maakte twee rondes van 72, waarmee hij net de cut haalde. Joost Luiten maakte een goede ronde van 67 en steeg ruim 50 plaatsen. Da Silva bleef aan de leiding. Ricardo Santos staat weer in de top-10 net als de week hiervoor.

### Ronde 3
De cut was 144 (par). Da Silva begon met een eagle op hole 3 maar op hole 8 maakte hij een triple bogey, en dat deed hem de das om. Er volgde nog een bogey en daarmee stond hij +2 na negen holes. Darren Fichardt nam de leiding over. Hij stond al -5 na negen holes, nog maar 1 slag achter Jaco van Zyl, die toen aan de leiding stond en in de partij achter hem speelde. Na hole 13 stonden ze gelijk.
De derde ronde verliep goed voor Derksen, die zes birdies noteerde, en slecht voor Luiten, die vijf bogeys maakte. De beste dagscore was 63; deze werd binnengebracht door Jorge Campillo, die daarmee naar de 7de plaats steeg.

### Ronde 4
Emiliano Grillo maakte zaterdag een ronde van 64 en was een van de vier spelers die geen enkele bogey op zijn kaart had. Ronde 4 begon echter slecht, hij verloor 5 slagen in de eerste vier holes en dat is  moeilijk weg te werken. Hij eindigde zijn ronde met +5 en zakte van de 5de naar de 20ste plaats. Fichardt daarentegen verruimde zijn voorsprong tot 4 slagen voordat hij de eerste van drie bogeys maakte en op hole 18 afsloeg met nog maar 1 slag voorsprong op zijn medespeler Van Zyl, die een bogey maakte. Daarmee was Darren Fichardt de vierde Zuid-Afrikaanse winnaar van deze vierde editie van het toernooi.
Ronde 4 werd door geen enkele speler bogey-vrij gespeeld.
| R2D | Naam               | Score R1 | Score R1 | Nr  | Score R2 | Score R2 | Totaal | Nr  | Score R3 | Score R3 | Totaal | Nr  | Score R4 | Score R4 | Totaal | Nr  |
| --- | ------------------ | -------- | -------- | --- | -------- | -------- | ------ | --- | -------- | -------- | ------ | --- | -------- | -------- | ------ | --- |
| 38  | Darren Fichardt    | 69       | -3       | T4  | 67       | -5       | -8     | T8  | 65       | -7       | -15    | T1  | 71       | -1       | -16    | 1   |
| 62  | Jaco van Zyl       | 66       | -6       | 2   | 67       | -5       | -11    | 2   | 68       | -4       | -15    | T1  | 73       | +1       | -14    | T2  |
| 35  | Grégory Bourdy     | 70       | -2       | T6  | 67       | -5       | -7     | T11 | 67       | -5       | -12    | 4   | 70       | -2       | -14    | T2  |
| 118 | Adilson Da Silva   | 62       | -10      | 1   | 68       | -4       | -14    | 1   | 73       | +1       | -13    | 3   | 76       | +4       | -9     | T12 |
| 134 | John Parry         | 68       | -4       | 3   | 66       | -6       | -10    | 3   | 73       | +1       | -9     | T9  | 74       | +2       | -7     | T17 |
| 140 | Emiliano Grillo    | 70       | -2       | T6  | 71       | -1       | -3     | T23 | 64       | -8       | -11    | 5   | 77       | +5       | -3     | T20 |
| 83  | Robert-Jan Derksen | 72       | par      | T37 | 72       | par      | par    | T58 | 68       | -4       | -4     | T40 | 76       | +4       | par    | T49 |
| 52  | Joost Luiten       | 74       | +2       | T75 | 67       | -5       | -3     | T23 | 73       | +1       | -2     | T59 | 74       | +2       | par    | T49 |

| Leider |  | Toernooirecord |  | MC = missed cut = cut gemist |  | DQ = disqualified |  | R2D = Race To Dubai |

## Spelers
Het spelersveld bestaat uit spelers van de Europese Tour, Sunshine Tour en Regionale Order of Merit
| Europese Tour - Fredrik Andersson Hed - Matthew Baldwin - Seve Benson - Grégory Bourdy - Daniel Brooks - Jorge Campillo - Magnus A. Carlsson - Christian Cévaër - SSP Chowrasia - Robert Coles - Robert-Jan Derksen - David Drysdale - Niclas Fasth - Tommy Fleetwood - Lorenzo Gagli - Ignacio Garrido - Emiliano Grillo - Grégory Havret - Craig Lee - Tom Lewis - Joost Luiten - Gareth Maybin - Damien McGrane - James Morrison - Phillip Price - Robert Rock - Brett Rumford - Ricardo Santos - Joel Sjöholm - Lee Slattery - Graeme Storm - Romain Wattel - Peter Whiteford | Rookies - James Busby - Maximilian Kieffer - Chris Paisley - Eddie Pepperell Top van de Tourschool - Björn Åkesson - Scott Arnold - Eduardo de la Riva - Carlos Del Moral - Matteo Delpodio - Peter Erofejeff - Oscar Florén - Daniel Gaunt - Estanislao Goya - David Higgins - Lasse Jensen - Michael Jonzon - Mikko Korhonen - Joakim Lagergren - Moritz Lampert - Alexander Lévy - Sam Little - Chris Lloyd - Mikael Lundberg - Callum Macaulay - Morten Ørum Madsen - Richard McEvoy - Matthew Nixon - John Parry - Anthony Snobeck - Matthew Southgate - Andy Sullivan - Mark Tullo | Sunshine & Regionale Tour - Warren Abery - Jaco Ahlers - Thomas Aiken - Christiaan Basson - Oliver Bekker - Jacques Blaauw - Desvonde Botes - Michiel Bothma - Merrick Bremner - Hendrik Buhrmann - Dean Burmester - Ryan Cairns - Matthew Carvell - JG Claassen - Adilson De Silva - Ruan De Smidt - Louis de Jager - Bryce Easton - Tyrone Ferreira - Darren Fichardt - Trevor Fisher Jr - Andrew Georgiou - Vaughn Groenewald - Alex Haindl - Justin Harding - Keith Horne - Jean Hugo - James Kamte - Peter Karmis - James Kingston - Jbe' Kruger - Doug McGuigan - PH McIntyre - Titch Moore - Garth Mulroy | - Colin Nel - Shaun Norris - Brandon Pieters - Albert Pistorius - Jake Roos - Lyle Rowe - Neil Schietekat - Teboho Sefatsa - Theunis Spangenberg - Richard Sterne - Ockie Strydom - Chris Swanepoel - Ulrich van den Berg - Divan van den Heever - Dawie van der Walt - Tjaart van der Walt - Danie van Tonder - Jaco van Zyl - Allan Versfeld - Justin Walters - Mark Williams Invitaties - Heinrich Bruiners - Sipho Bujela - Keenan Davidse - Daniel Greene - Alphuis Kelapile - Lindani Ndwandwe - Toto Thimba Jr - Nick Dougherty - Peter Hedblom - Ross McGowan - Jonathan Moore |

2010 · 2011 · 2012 · 2013 · 2014